# Liste der Einträge im National Register of Historic Places im Shawano County

Lage des Shawano County in Wisconsin

Die Liste der Einträge im National Register of Historic Places im Shawano County in Wisconsin führt alle Bauwerke und historischen Stätten im Shawano County auf, die in das National Register of Historic Places aufgenommen wurden.

## Legende
| NRHP | Historic Place    |
| HD   | Historic District |

## Aktuelle Einträge
| [ 2 ] | Name                                   | Bild                                   | Eintragsdatum        | Lage                                                                        | Ort                     | Beschreibung |
| ----- | -------------------------------------- | -------------------------------------- | -------------------- | --------------------------------------------------------------------------- | ----------------------- | --- |
| 1     | Laney School                           | Laney School                           | 1998 ID-Nr. 98001463 | N1675 Laney Road 44° 38′ 36″ N, 88° 17′ 34″ W                               | Town of Maple Grove     | Stelle, an der die 1928 errichtete Einklassenschule stand, die später als Rathaus diente; 2011 abgebrannt                  |
| 2     | Lincoln School                         |                                        | 2013 ID-Nr. 13000865 | 237 South Sawyer Street 44° 46′ 43,7″ N, 88° 36′ 28,5″ W                    | Shawano                 | 1925 im Collegiate Gothic genannten Baustil (einer Richtung der Neugotik) errichtetes Schulgebäude                         |
| 3     | Lutheran Indian Mission                | Lutheran Indian Mission                | 1980 ID-Nr. 80000195 | County Highway G 44° 52′ 39″ N, 88° 45′ 35″ W                               | nordöstlich von Gresham | 1901 errichtete lutherische Missionsstation                                                                                |
| 4     | Shawano Main Street Historic District  | Shawano Main Street Historic District  | 1999 ID-Nr. 99000440 | East Division Street und South Main Street 44° 46′ 50,9″ N, 88° 36′ 33,1″ W | Shawano                 | 34 am Ende des 19. Jahrhunderts aus Backsteinen errichtete Geschäftshäuser                                                 |
| 5     | Shawano Post Office                    | Shawano Post Office                    | 2000 ID-Nr. 00001241 | 235 South Main Street 44° 46′ 44″ N, 88° 36′ 34″ W                          | Shawano                 | 1939 im Zuge des New Deal errichtetes Postamt; im Inneren befindet sich das Wandbild The First Settlers von Eugene Higgins |
| 6     | Tigerton Village Hall and Engine House | Tigerton Village Hall and Engine House | 2008 ID-Nr. 08001036 | 215 Cedar Street 44° 44′ 26″ N, 89° 3′ 49,8″ W                              | Tigerton                | 1905 errichtetes Rathaus und Feuerwehrhaus                                                                                 |